# Eresus urus
Espèce
Eresus urus est une espèce d'araignées aranéomorphes de la famille des Eresidae.

## Distribution
Cette espèce est endémique de la province de Dhi Qar en Irak,.

## Description
Le mâle holotype mesure 11,5 mm et la femelle paratype 18,5 mm.

## Systématique et taxinomie
Cette espèce a été décrite par Al-Yacoub et Zamani en 2025.

## Étymologie
Son nom d'espèce lui a été donné en référence au lieu de sa découverte, Ur.

## Publication originale
- Al-Yacoub, Al-Budeiri & Zamani, 2025 : « A new species of Eresus Walckenaer, 1805 (Araneae: Eresidae) from Iraq. » Arachnology, vol. 20, no 1, p. 31-33.